# Willa McCord Blake Eslick

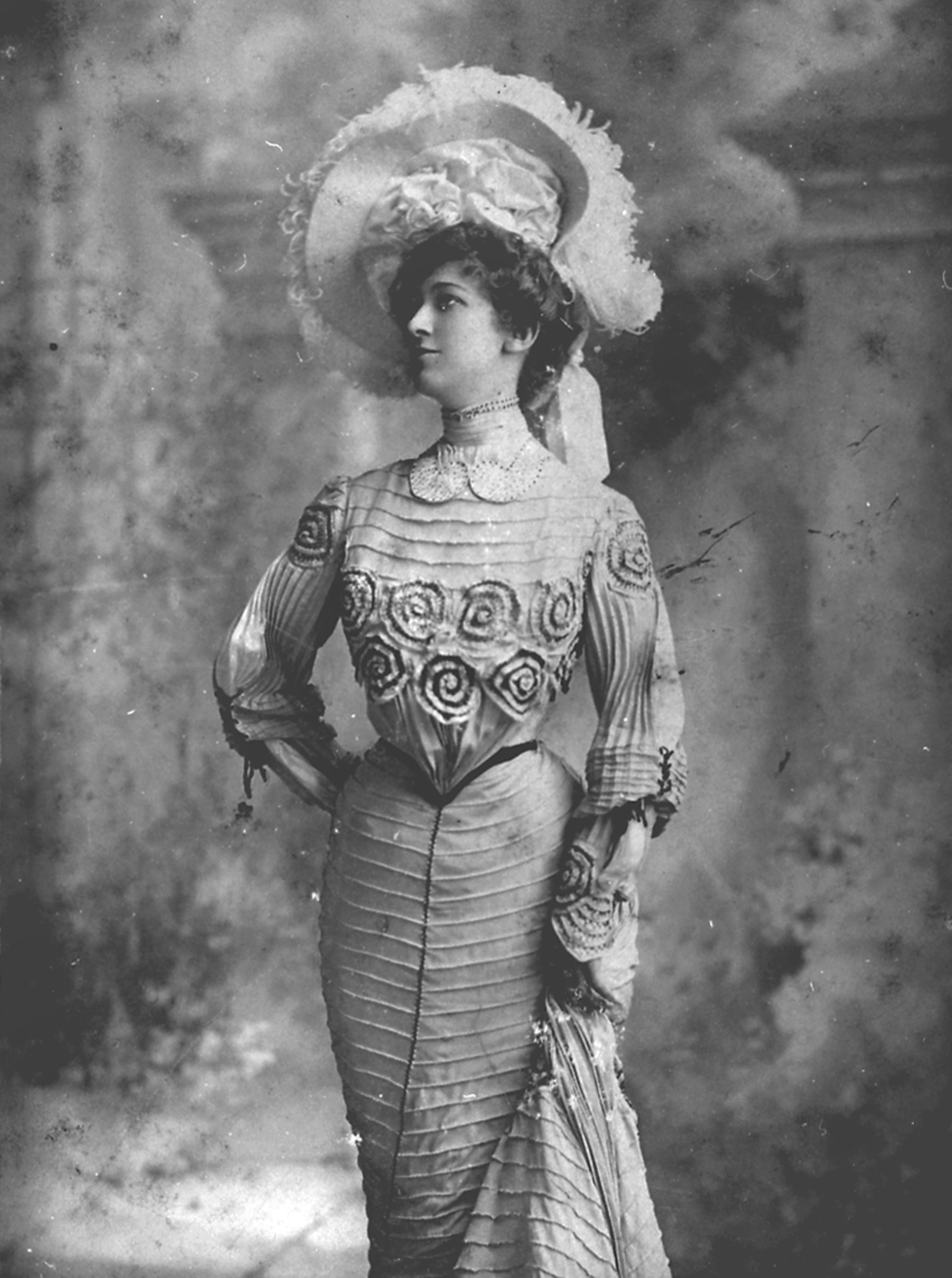
Willa McCord Blake Eslick

Willa McCord Blake Eslick (* 8. September 1878 in Fayetteville, Tennessee; † 18. Februar 1961 in Pulaski, Tennessee) war eine US-amerikanische Politikerin Zwischen 1932 und 1933 vertrat sie den Bundesstaat Tennessee im US-Repräsentantenhaus.

## Werdegang
Willa Eslick genoss zunächst eine private Schulausbildung. Später besuchte sie unter anderem das Dick White College und das Milton College in Fayetteville sowie die Winthrop Model School und das Peabody College in Nashville. Außerdem studierte sie am Metropolitan College of Music and Synthenic School of Music in New York City. Sie heiratete den  demokratischen Politiker Edward Everett Eslick, der zwischen 1925 und 1932 Kongressabgeordneter war. Auch Willa Eslick war als Vorstandsmitglied in der Demokratischen Partei Tennessees aktiv.
Nach dem Tod ihres Mannens, der während seiner Zeit als Abgeordneter starb, wurde sie bei der fälligen Nachwahl für den siebten Sitz von Tennessee als dessen Nachfolgerin in das US-Repräsentantenhaus in Washington, D.C. gewählt, wo sie am 14. August 1932 ihr neues Mandat antrat. Bis zum 3. März 1933 beendete sie die angebrochene Legislaturperiode ihres Mannes. Damit war sie die erste Frau aus Tennessee, die in den Kongress gewählt wurde.
Bei den regulären Kongresswahlen des Jahres 1932 konnte sie aus formaljuristischen Gründen nicht mehr kandidieren. In der Folge hat Willa Eslick kein weiteres politisches Amt mehr bekleidet. Sie starb am 18. Februar 1961 in  Pulaski.